# 1857년 영국 총선
1857년 영국 총선은 헨리 존 템플 수상이 하원을 해산시키고 총선을 통한 재신임을 물으면서 치러진 선거로, 헨리 존 템플 수상의 휘그당이 과반을 차지한다

## 배경
1856년 10월, 청나라에선 영국 함선으로 위장한 중국 해적선이 단속되는 과정에서 영국의 국기가 바다에 던져지는 사건이 발생하게 된다. 이에 헨리 존 템플 수상은 이를 명분으로 대청무역의 적자를 면하기 위한 전쟁 결의안을 상정했으나, 이는 하원에서 부결된다. 이에 헨리 존 템플 수상은 하원을 해산시키고 총선을 통해 재신임을 물어 새로 총선이 치러진다.

## 선거 결과
정당별 의석수
| 정당     | 의석수 |
| -------- | ------ |
| 휘그당   | 377    |
| 보수당   | 264    |
| 차티스트 | 1      |
| 기타     | 13     |
| 합계     | 654    |

정당 득표율
| 정당     | 득표수  | 득표율 |
| -------- | ------- | ------ |
| 휘그당   | 464,127 | 64.9%  |
| 보수당   | 239,712 | 33.5%  |
| 차티스트 | 614     | 0.1%   |
| 기타     | 12,099  | 1.7%   |

## 영향
총선에서 승리한 헨리 존 템플 수상은 다시 한번 청나라에 대한 전쟁 결의안을 상정했고, 이는 통과되어 제2차 아편 전쟁이 발발한다